# موایور-گراند
موایور-گراند (به فرانسوی: Moyeuvre-Grande) یک کمون در فرانسه است که در Canton of Moyeuvre-Grande واقع شده‌است.

## خصوصیات
موایور-گراند ۹٫۵۹ کیلومترمربع مساحت و ۸٬۲۶۴ نفر جمعیت دارد و ۲۰۰ متر بالاتر از سطح دریا واقع شده‌است.